# Шампан
Вижте пояснителната страница за други значения на Шампан.
Шампан (на френски: Champagne, френско произношение: [ʃɑ̃paɲ]) е историческа област в Североизточна Франция. Днес по-голямата част от областта принадлежи към регион Гранд Ест, а отделни нейни по-малки части са включени в състава на Бургундия-Франш Конте, Ил дьо Франс и О дьо Франс.
Шампан е прочута с шампанското, което се произвежда в сегашната форма от 17 век – вино се произвежда от римско време.

## Местоположение
Граничи на запад с историческите области Пикардия и Ил дьо Франс, на юг с Бургундия и Франш Конте, и на изток с Лотарингия. През нея тече река Сена. В Шампан се намират градовете Реймс, Еперне, Троа.

## История
През древността Шампан е населявана от келтските каталауни (catalauni). След завладяването на Галия от Гай Юлий Цезар (58 – 51 пр.н.е.) става част от римската провинция Галия Белгика.
През 451 г. Флавий Аеций спира тук чрез Битката на Каталаунските полета нахлуването на хуните на Атила.
В Шампан са кръстени първият християнски крал на франките Хлодвиг I (496) от Свети Ремигий (епископ на Реймс), по-късно и Лудвиг Благочестиви (816). Заедно със Сен Дени Реймс става важен религиозен център на Франция. В Реймската катедрала са короновани и миросвани всички френски крале.
Гримоалд Млади е херцог на Шампан (708-април 714 г.).
През Средновековието Шампан е графство, чиито графове са могъщи князе на Франция. Юг дьо Блоа е граф на Шампан (1093 – 1125), Луи X (1305 – 1316 г.), Жана II Наварска (1316 – 1335). Жан II присъединява Шампан 1361 г. към Domaine royal.